# Euryglossula chalcosoma
Euryglossula chalcosoma är en biart som först beskrevs av Cockerell 1913.  Euryglossula chalcosoma ingår i släktet Euryglossula och familjen korttungebin. Inga underarter finns listade i Catalogue of Life.

## Bildgalleri

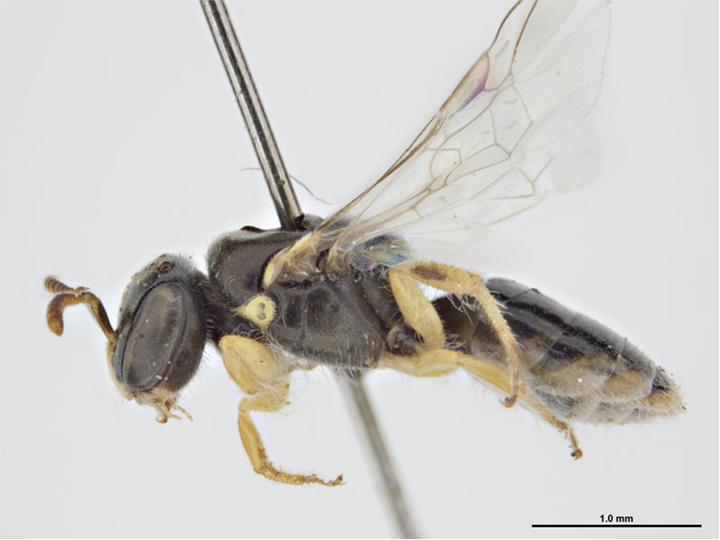
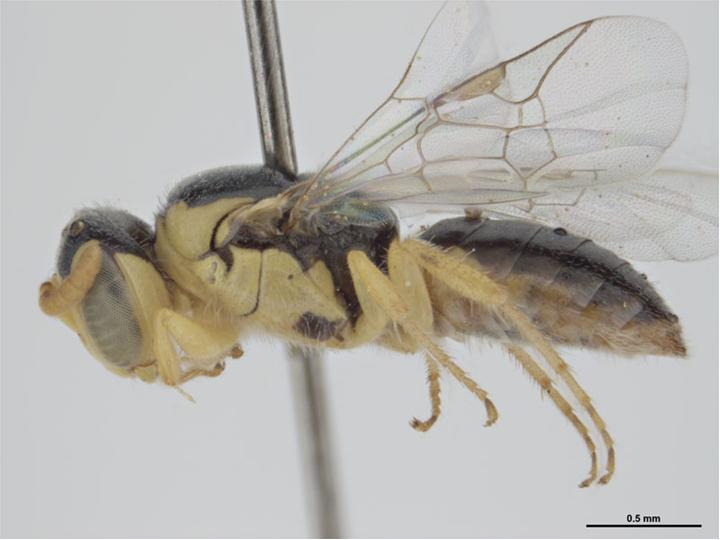